# Ларин, Юрий Анатольевич
 Ларин, Юрий Анатольевич  (2 февраля 1922 года — 27 июля 1981 года) — командир взвода 45-мм пушек 370-й стрелковой дивизии 69-й армии 1-го Белорусского фронта, старшина, Полный кавалер ордена Славы.

## Биография
Ларин Юрий Анатольевич родился 2 февраля 1922 года в городе Стерлитамаке в семье служащего.
Русский. Член ВКП(б)/КПСС с 1942 года. Окончил 7 классов, затем 2 курса Уфимского техникума физической культуры. Был инструктором в спортивном обществе «Динамо» в городе Уфе.
В Красную Армию призван в ноябре 1940 года Ждановским райвоенкоматом города Уфы Башкирской АССР.
В боях Великой Отечественной войны с июня 1941 года. Сражался с гитлеровскими захватчиками на Северо-Западном, 2-м Прибалтийском, 2-м и 1-м Белорусском фронтах. Участвовал в форсировании рек Западный Буг, Висла, Одер.
После войны мужественный артиллерист продолжал служить в армии. В 1949 году он окончил артиллерийское отделение курсов усовершенствования офицерского состава.
С 1953 года старший лейтенант Ларин Ю. А. — в запасе. Жил в столице Башкирии городе Уфе, работал инженером на заводе «Геофизприбор», а затем до ухода на пенсию — старшим инженером по оборудованию в геолого-почвенном отделе Башгипроводхоза. Принимал активное участие в военно-патриотическом воспитании молодёжи.
Ларин Юрий Анатольевич скончался после тяжёлой болезни 27 июля 1981 года. Похоронен в Уфе на Южном кладбище.

## Подвиг
Командир расчёта 45-мм пушки 1234-го стрелкового полка (370-я стрелковая дивизия, 69-я армия, 1-й Белорусский фронт) старшина Юрий Ларин в апреле 1944 года на рубеже реки Турья, в 30-и километрах юго-западнее города Ковель Волынской области Украины, уничтожил пять огневых точек, два дзота и несколько гитлеровцев.
Приказом от 10 июня 1944 года за образцовое выполнение заданий командования в боях с немецко-фашистскими захватчиками старшина Ларин Юрий Анатольевич награждён орденом Славы 3-й степени (№ 56200).
Временно исполняющий обязанности командира взвода 45-мм пушек старшина Ларин Ю. А. 20-26 августа 1944 года при прорыве обороны противника у населённого пунктов Гура-Пулавска и Садловице на левом берегу реки Вислы, расположенных в 1-м и 2-х километрах южнее польского города Пулавы, прямой наводкой вывел из строя пять огневых точек и до десяти солдат противника, подбил противотанковую пушку. У населённого пункта Броновице умелый артиллерист из орудия поразил три пулемёта и свыше десяти гитлеровских солдат.
Приказом от 7 января 1945 года за образцовое выполнение заданий командования в боях с немецко-фашистскими захватчиками старшина Ларин Юрий Анатольевич награждён орденом Славы 2-й степени (№ 11268).
Командир взвода 45-мм пушек старшина Юрий Ларин в период с 14 января по 3 февраля 1945 года в боях в районе населённых пунктов Соснув, Горбатка, Сильно, Мезеритц, Гаструк, расположенных в 10-и — 15-и километрах западнее города Пулавы, находился со своим орудием в боевых порядках пехоты, ликвидировал десять огневых точек, две автомашины с боеприпасами, шесть повозок с грузом, два бронетранспортера, зенитную пушку и свыше двадцати солдат противника.
Указом Президиума Верховного Совета СССР от 24 марта 1945 года за образцовое выполнение заданий командования в боях с немецко-фашистскими захватчиками старшина Ларин Юрий Анатольевич награждён орденом Славы 1-й степени (№ 27), став полным кавалером ордена Славы.

## Награды
Награждён орденом Отечественной войны II степени, орденами Славы 1-й, 2-й и 3-й степени, медалями.